# Абрек Андрій
Андрій Абрек (невідомо, Львів — 2 лютого 1656, Замостя) — ректор Замойської академії, професор риторики і філософії моралі. Ступінь бакалавра вільних мистецтв здобув 1627 р. у Краківському університеті. До Замойської академії прибув 1629 р. на запрошення Томаша Замойського, де викладав протягом 17 років. Обирався ректором тричі: у 1641–1642, 1654–1655, 1655–1656 роках. Дбав про підвищення престижу академії, опікувався її друкарнею. Його сини Ян та Андрій також стали професорами академії.
У епіталамі «Phoebus post nubila» (Краків, 1642), написаній з нагоди шлюбу між Олександром Конецпольським та Йоганною-Барбарою Замойською (донькою Томи Замойського і Катерини Острозької), виклав свій погляд на питання життя та смерті.

## Твори
- Abrek Andreas. Phoebus post nubila auspicatissimo Hymenaeo Illustris. D. Alexandri a Conecpole…, 1642  [Архівовано 5 липня 2013 у Wayback Machine.]
- Panegyricus Funebris aeternae memoriae Illustrissimi Domini Thomae in Zamoscie Zamoyski…, 1638
- Mulier sapiens, … Catharina Zamoscia …, ad imitandum orbi exhibit, 1642
- X Octobris Anni MDCXXI seu Monumentum virtutis et gloriae Polonae…, 1644  [Архівовано 26 лютого 2014 у Wayback Machine.]